# فرانکی لین
فرانکی لین (انگلیسی: Frankie Laine؛ ۳۰ مارس ۱۹۱۳ – ۶ فوریهٔ ۲۰۰۷) یک موسیقی‌دان اهل ایالات متحده آمریکا بود. وی بین سال‌های ۱۹۳۷ تا ۲۰۰۵ میلادی فعالیت می‌کرد.